# St. Benedikt (Odelzhausen)

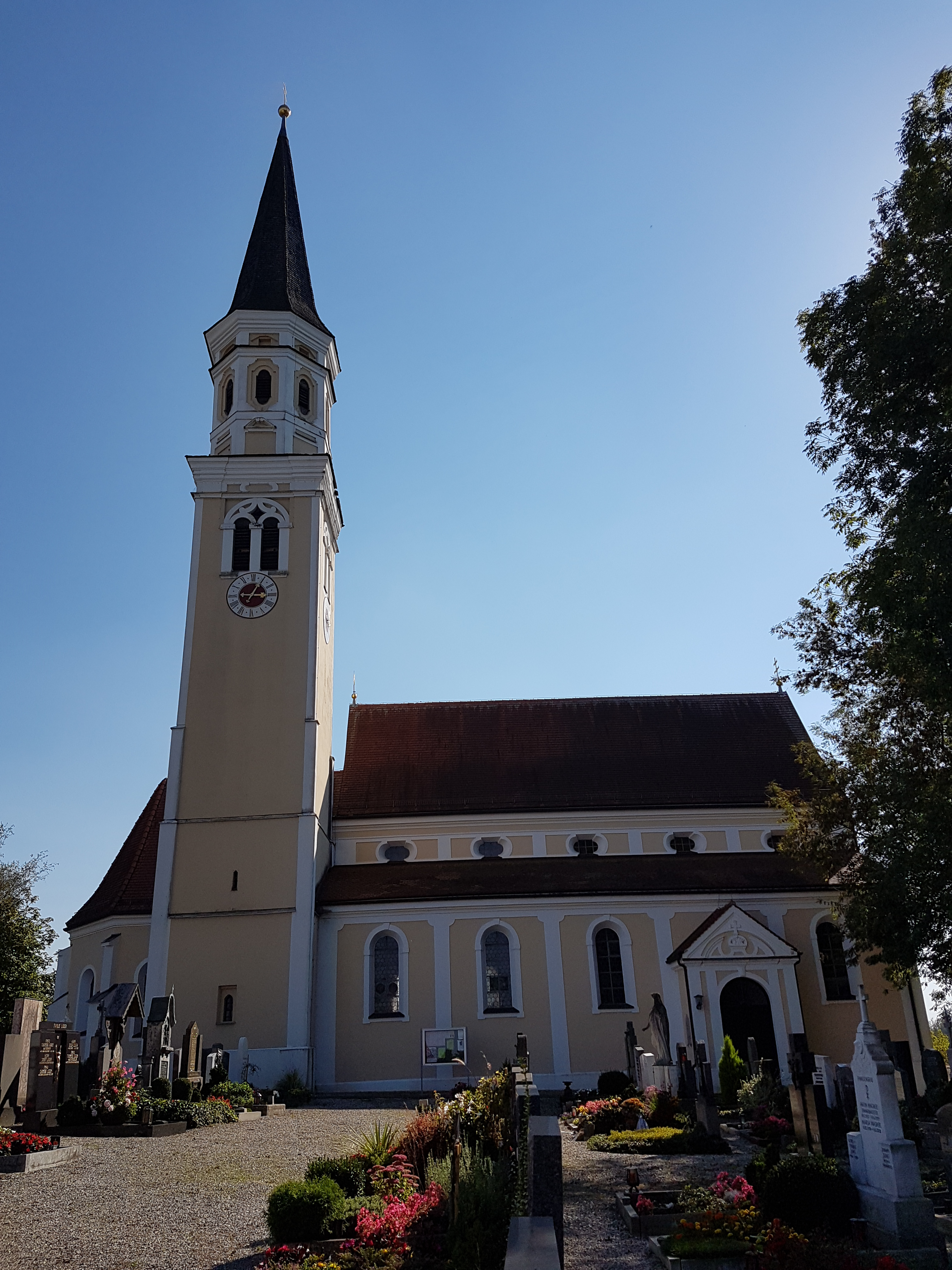
Pfarrkirche St. Benedikt

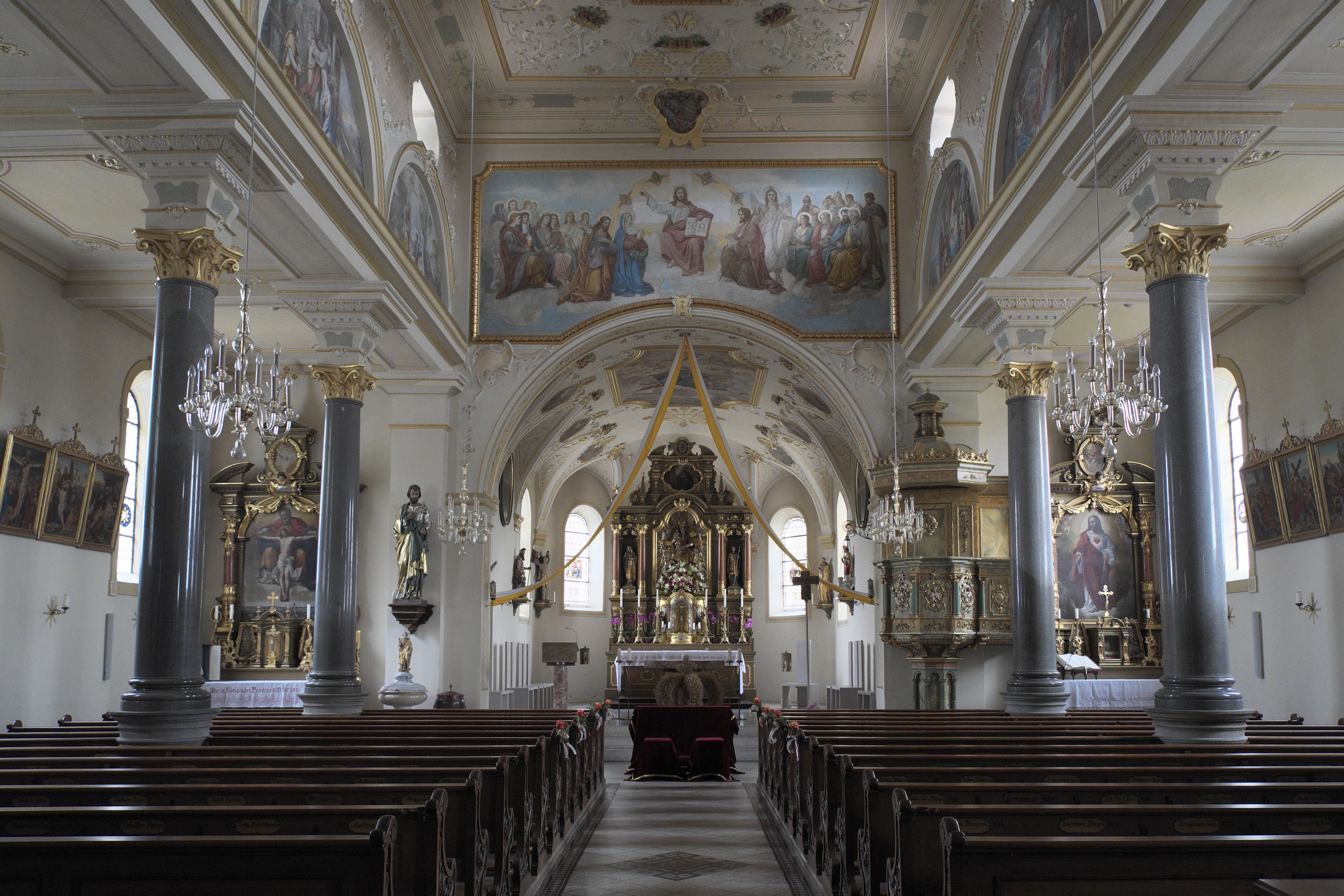
Innenraum

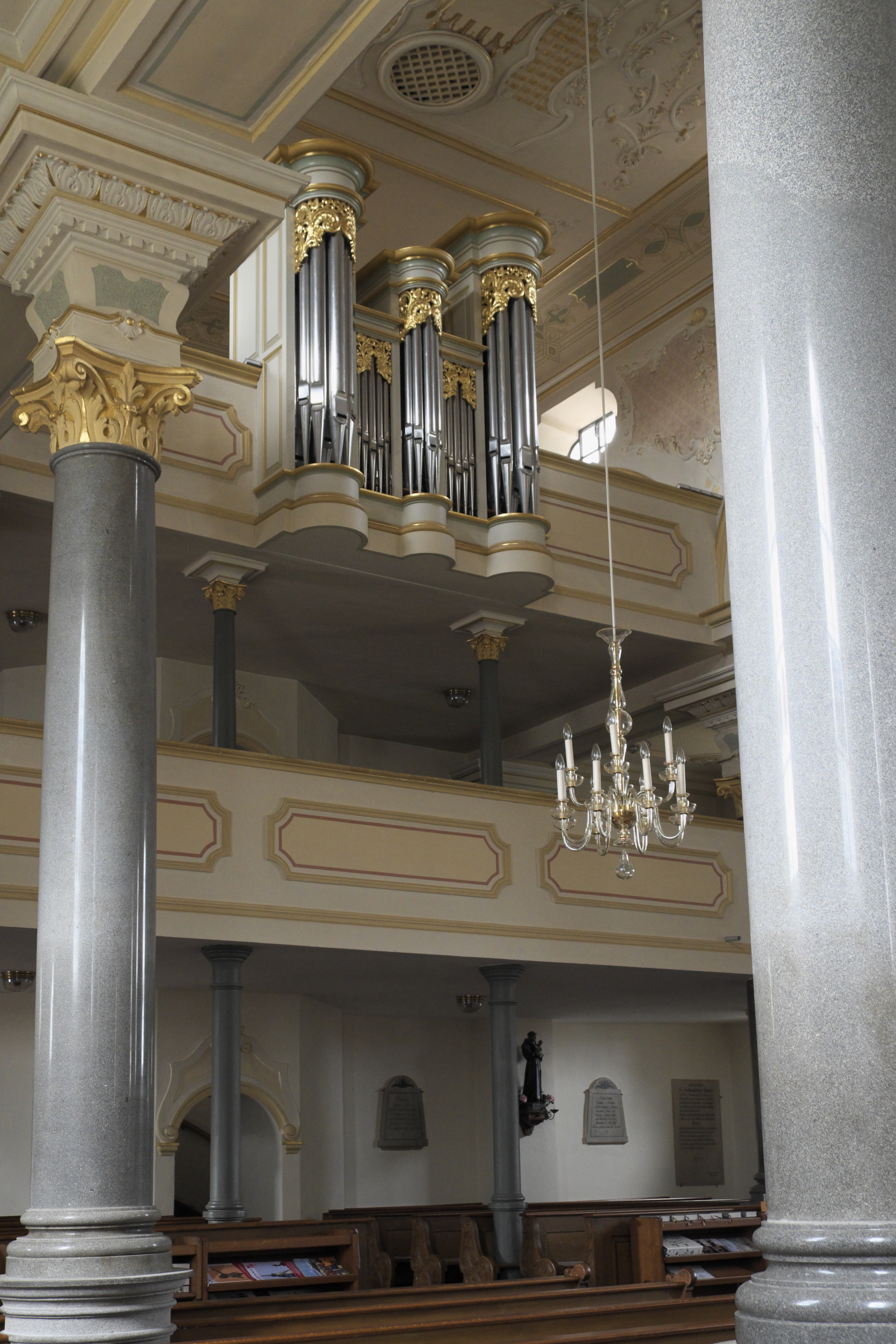
Orgelempore

Die katholische Pfarrkirche St. Benedikt in Odelzhausen, einer Gemeinde im oberbayerischen Landkreis Dachau, geht auf einen mittelalterlichen Kirchenbau zurück, der im 18. Jahrhundert im Stil des frühen Rokoko ausgestaltet wurde. Die Kirche, die dem heiligen Benedikt von Nursia, dem Gründer des Benediktinerordens, geweiht ist, gehört zu den geschützten Baudenkmälern in Bayern.

## Geschichte
In einer Schenkungsurkunde aus dem Jahr 814 wird erstmals eine Kirche in Odelzhausen erwähnt. In der Konradinischen Matrikel, dem 1315/16 erstellten Güterverzeichnis des Bistums Freising, wird die Kirche von „Otolshausen“ als eine Filialkirche der Urpfarrei Sulzemoos aufgeführt. Eine eigenständige Pfarrei wurde Odelzhausen erst 1923, zu ihr gehören die Filialen Miegersbach, Essenbach und Taxa.
Während des Dreißigjährigen Krieges wurde die gotische Vorgängerkirche zerstört und anschließend im Stil des Barock wieder aufgebaut. Um 1730 wurde das Kirchenschiff erneuert und im Stil des frühen Rokoko mit Stuck und Fresken ausgestaltet und neu eingerichtet.
Um das Jahr 1890 wurde die Kirche umgestaltet und erweitert. Dabei wurde die Decke einschließlich Putz und Malereien um drei Meter angehoben und darunter ein neues Langhaus mit Seitenschiffen errichtet.

## Architektur

### Außenbau
Der quadratische Unterbau des 46 Meter hohen Glockenturms geht noch auf den mittelalterlichen Kirchenbau aus der Zeit vor 1400 zurück, der oktogonale Aufsatz und die Turmspitze stammen aus der Zeit des Umbaus der Kirche um 1890. Der obere Teil des Turms ist von acht ovalen Öffnungen durchbrochen, der durch Ecklisenen und umlaufende Gesimse gegliederte untere Teil besitzt auf allen vier Seiten gekuppelte Klangarkaden im Stil der Neugotik.
Der noch aus der Spätgotik erhaltene Chor wird außen durch zweifach abgetreppte Strebepfeiler gestützt.

### Innenraum
Der Innenraum ist seit dem Umbau in den 1890er Jahren als dreischiffige Säulenbasilika gestaltet. Das Langhaus ist in fünf Achsen gegliedert. Die Flachdecken der Seitenschiffe werden von massiven Säulen getragen, die mit vergoldeten Kapitellen im korinthischen Stil und profilierten Kämpfergesimsen ausgestattet sind.
Der leicht eingezogene, dreiseitig geschlossene Chor ist mit einem Tonnengewölbe mit Stichkappen gedeckt und wie die Decke des Mittelschiffs mit feinem Bandelwerkstuck, mit Muscheln, Akanthusranken und Fruchtkörben aus der Zeit um 1735 überzogen.

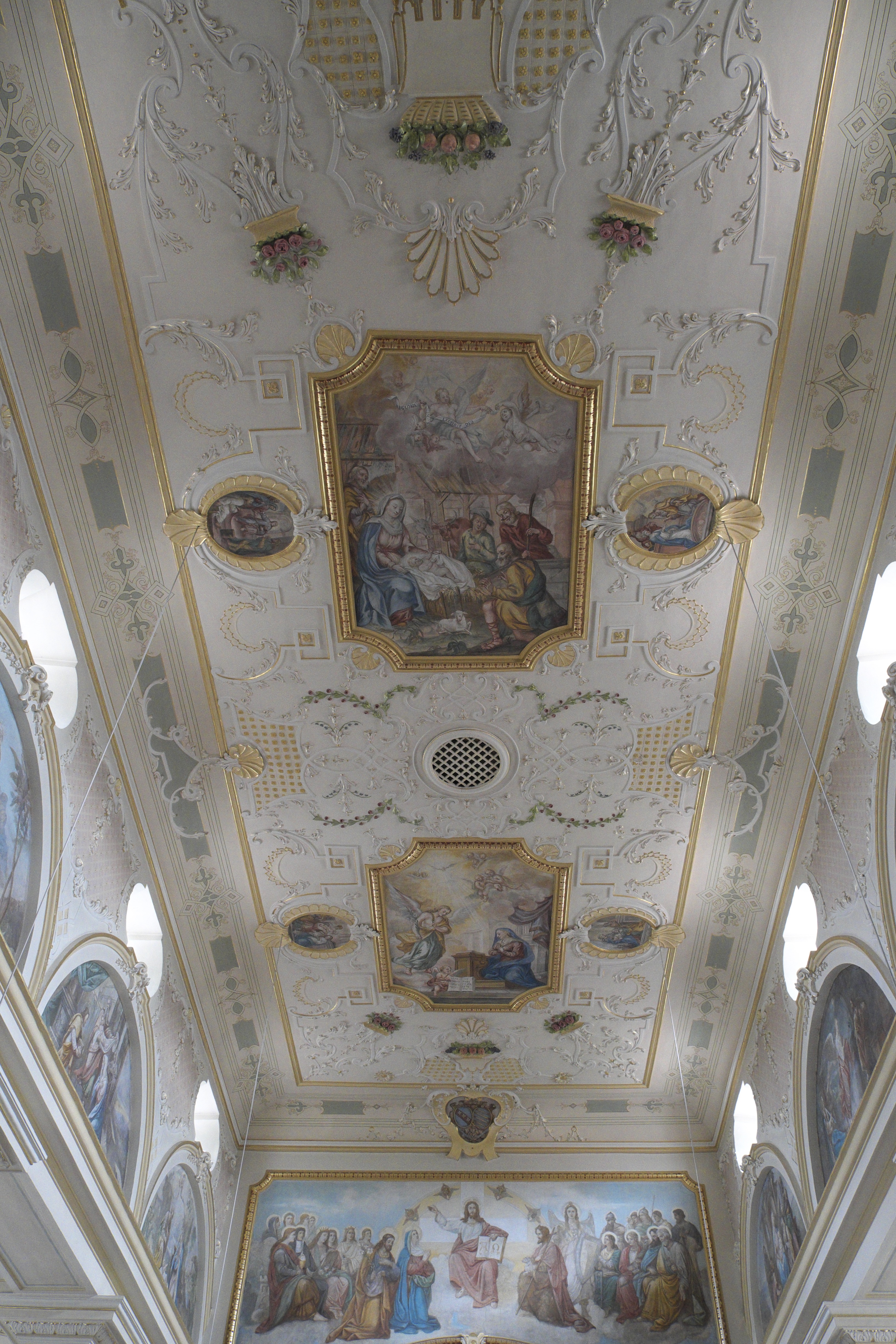
Decke des Langhauses
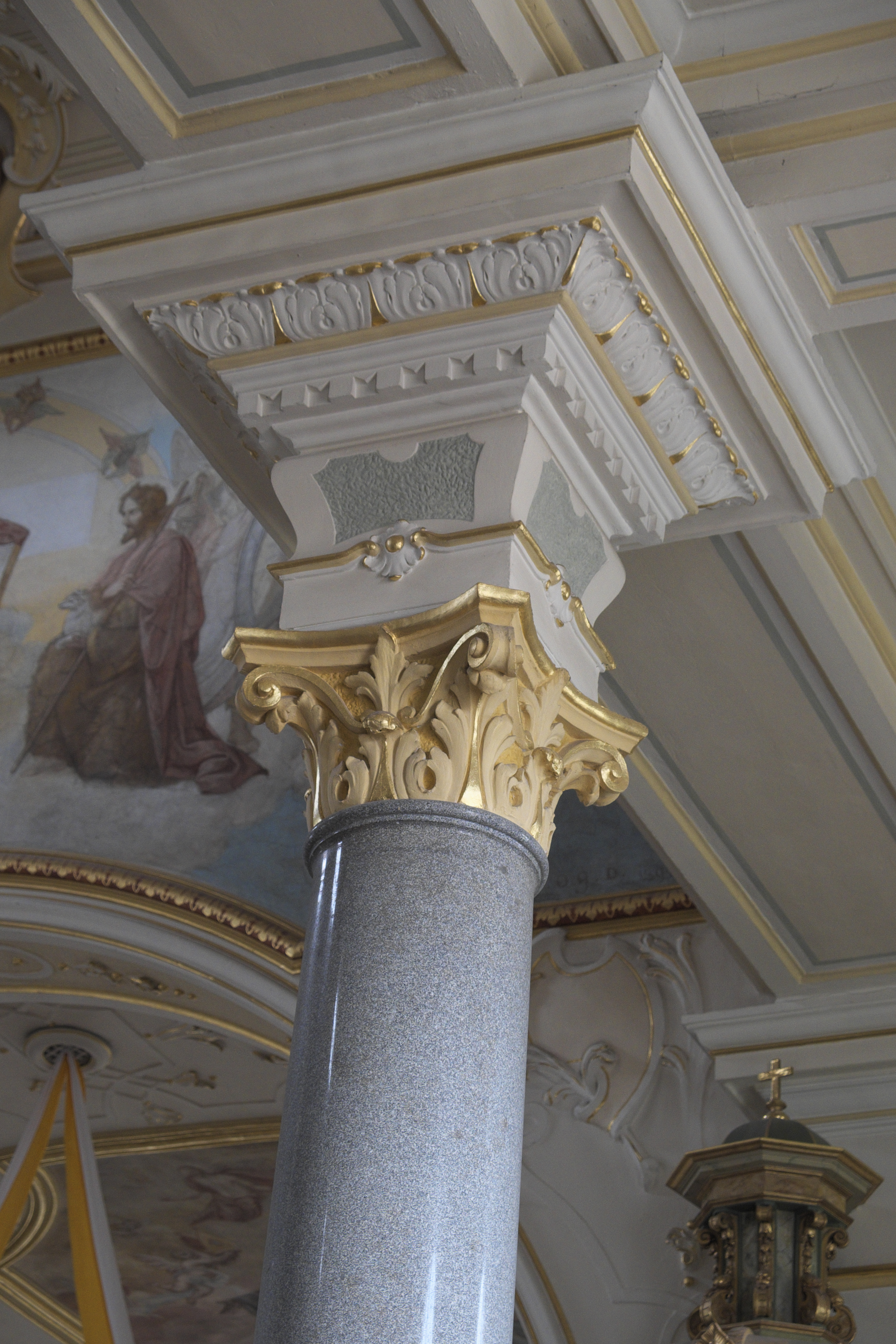
Säule mit Kapitell und Kämpfer
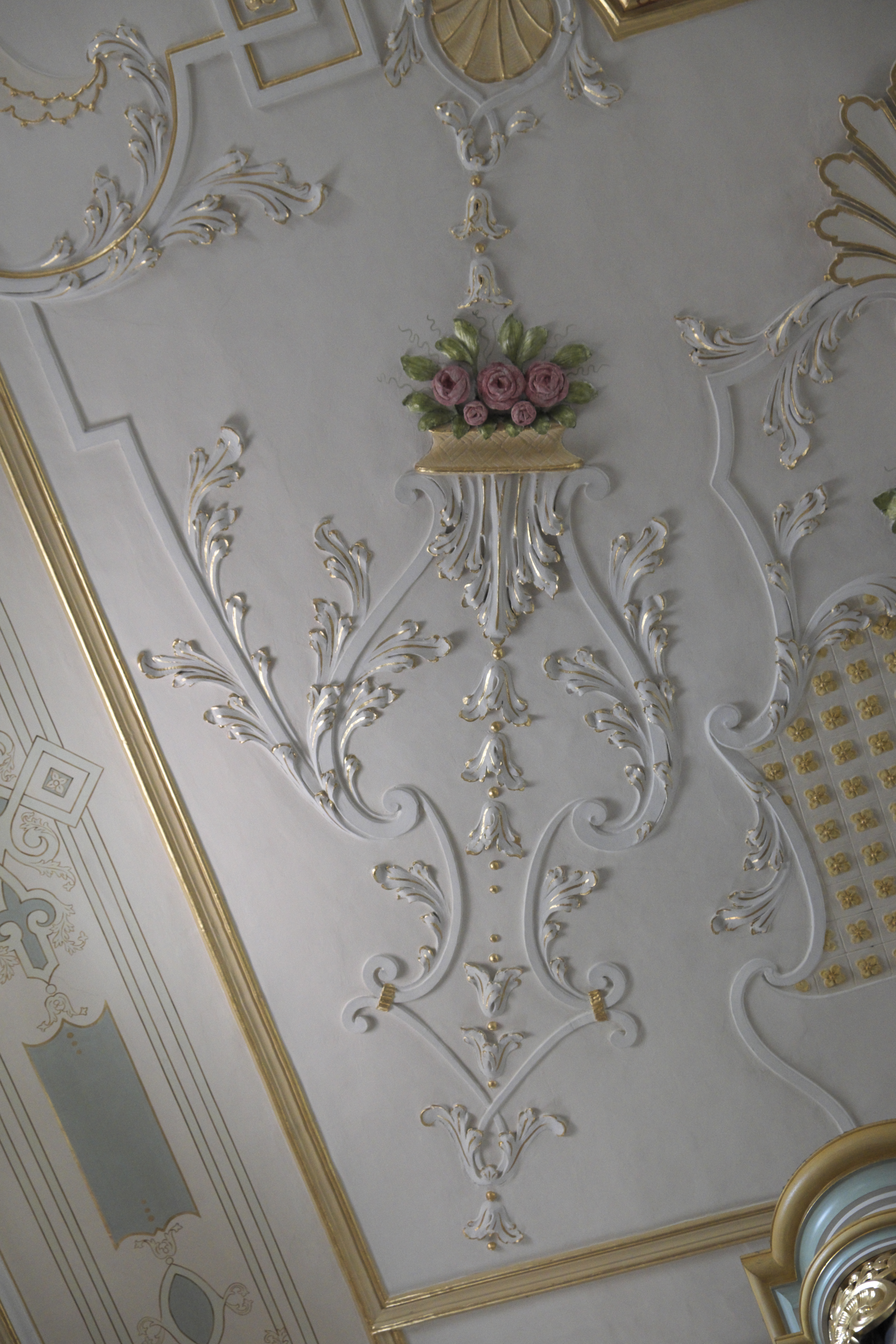
Deckenstuck

## Wandmalereien

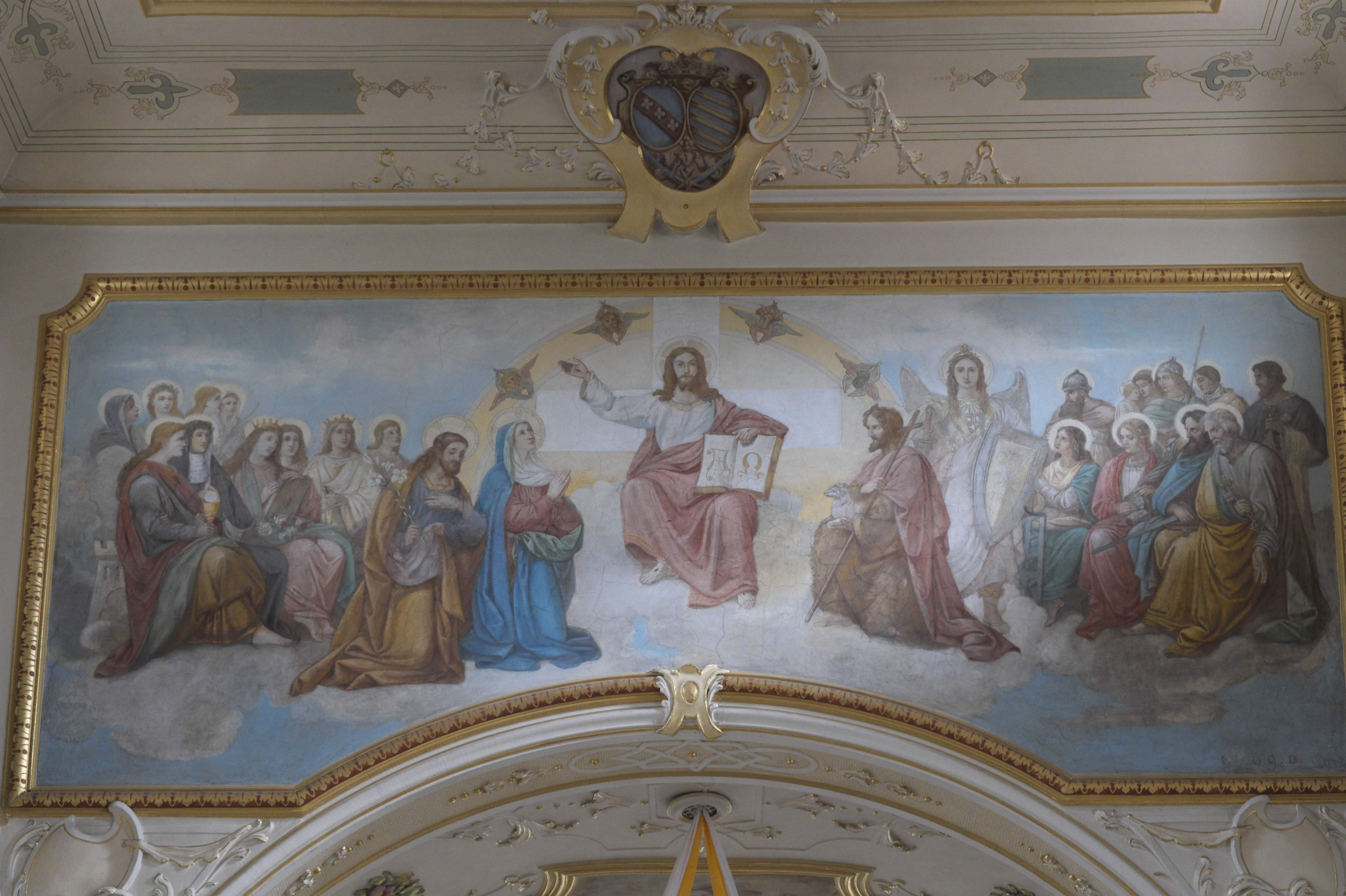
Wandgemälde über dem Triumphbogen

Das große Gemälde an der Wand über dem Triumphbogen stellt Jesus dar, der, umgeben von Aposteln, Heiligen und Märtyrern, auf einer Wolke thront. In der linken Hand hält er ein geöffnetes Buch, auf dem die Buchstaben Alpha und Omega zu lesen sind. Zu seiner Rechten knien Maria und Joseph, der eine weiße Lilie in der Hand hält, zu seiner Linken ist Johannes der Täufer zu erkennen, hinter dem der Erzengel Michael steht.
Die Wandmalereien der Lünetten unter den querovalen Obergadenfenstern des Mittelschiffs wurden nach dem Umbau in den 1890er Jahren angebracht. Sie sind im Stil der Nazarener ausgeführt und schildern Episoden aus der Kindheit Jesu. Die Szenen zeigen die Geburt Jesu, den Traum Josephs, die Flucht nach Ägypten, Jesus in der Zimmermannswerkstatt, den Tod Josephs und den Marientod.

## Fresken

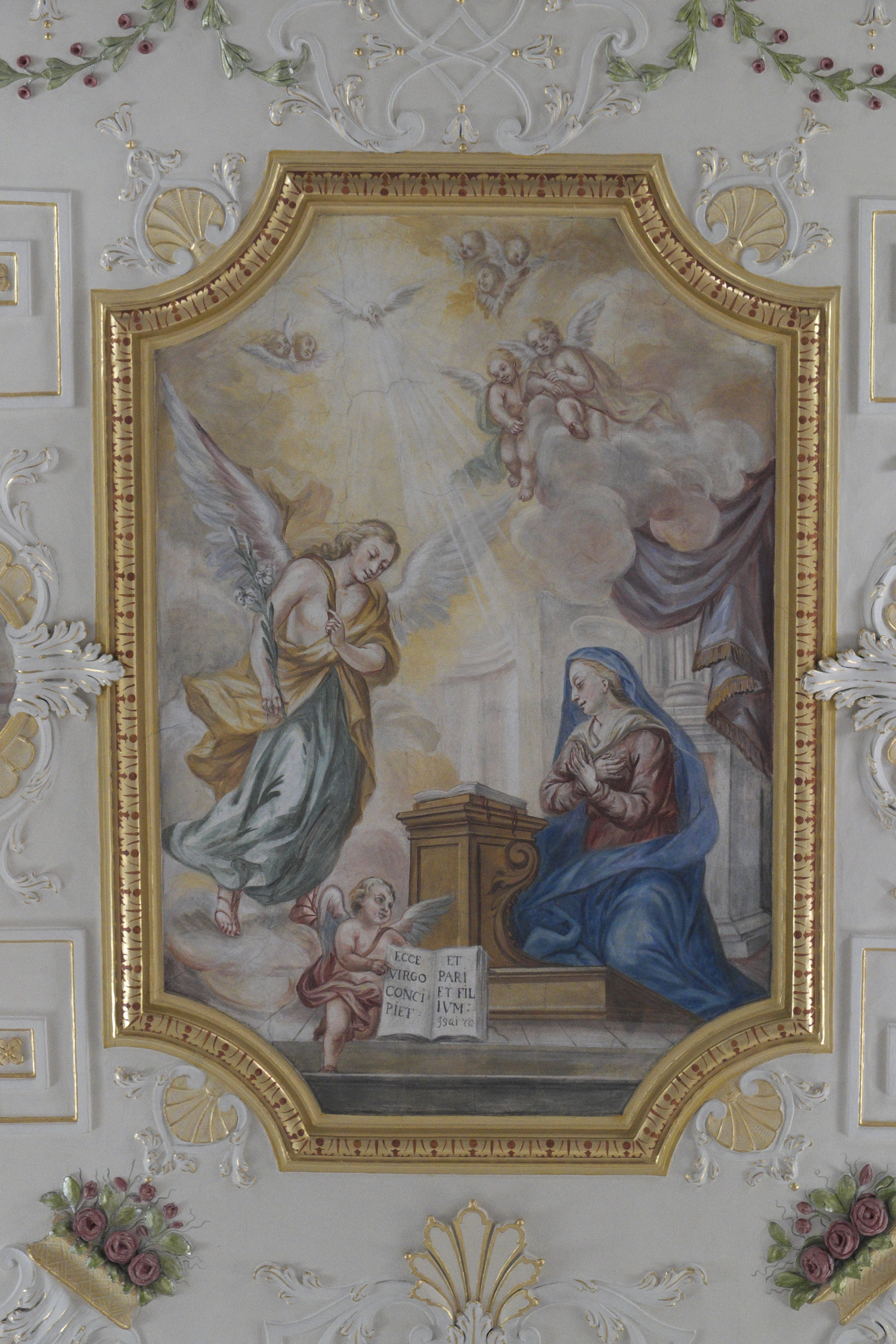
Verkündigung

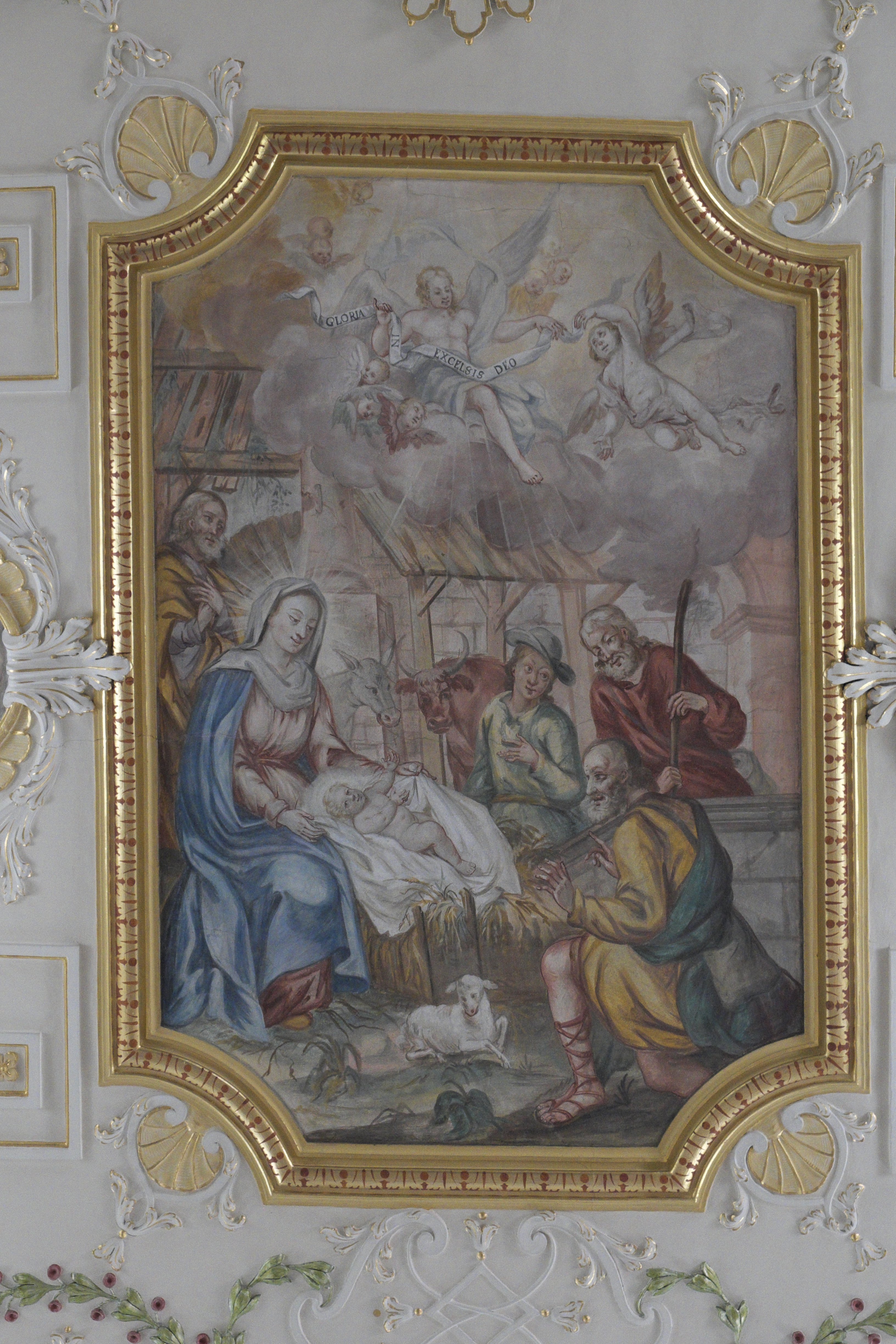
Anbetung der Hirten

Die Deckenfresken wurden um 1735/36 von dem Dachauer Maler Franz Mayr (1707–1752) ausgeführt. Das große Chorfresko ist dem Schutzpatron der Kirche, dem heiligen Benedikt von Nursia, gewidmet. Die kleineren Bilder schildern Episoden aus seinem Leben.
Die beiden großen Deckenfresken im Langhaus stellen die Verkündigung und die Anbetung der Hirten dar. Auf den kleineren, von Stuckkartuschen gerahmten Medaillons sind die Vermählung von Maria und Joseph dargestellt, die Heimsuchung, die Präsentation Jesu im Tempel und der zwölfjährige Jesus unter den Schriftgelehrten.

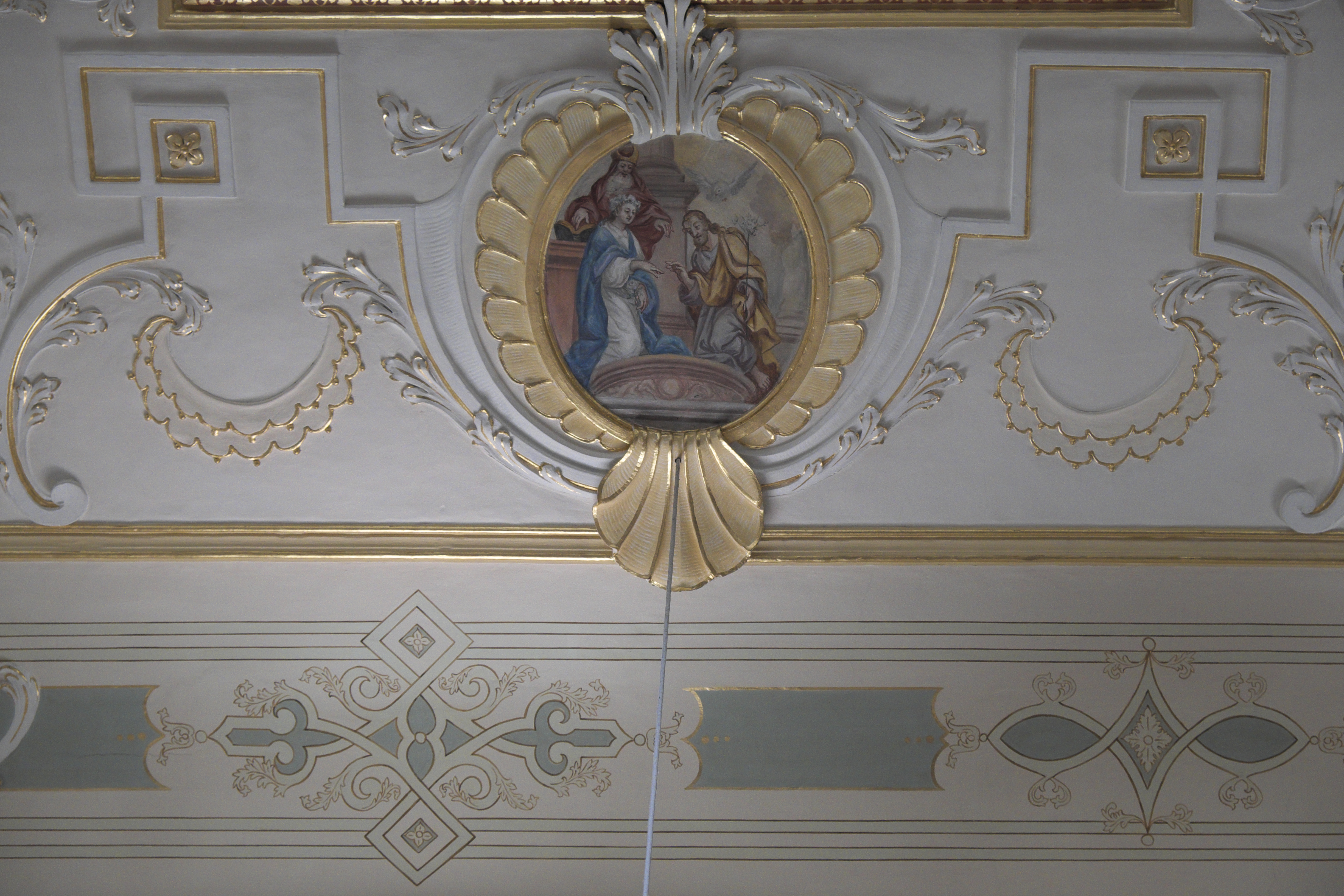
Vermählung von Maria und Joseph
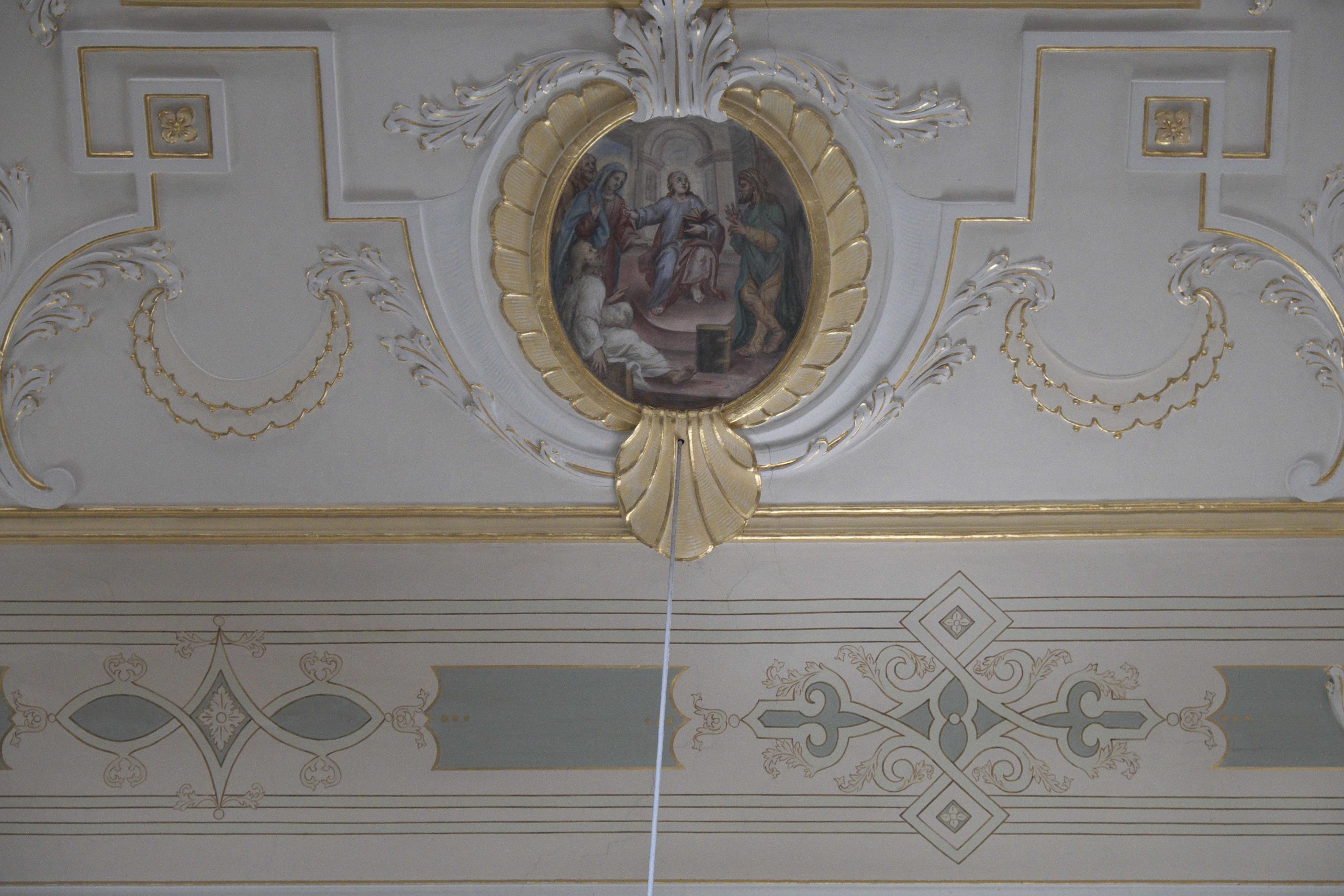
Jesus unter den Schriftgelehrten

## Bleiglasfenster

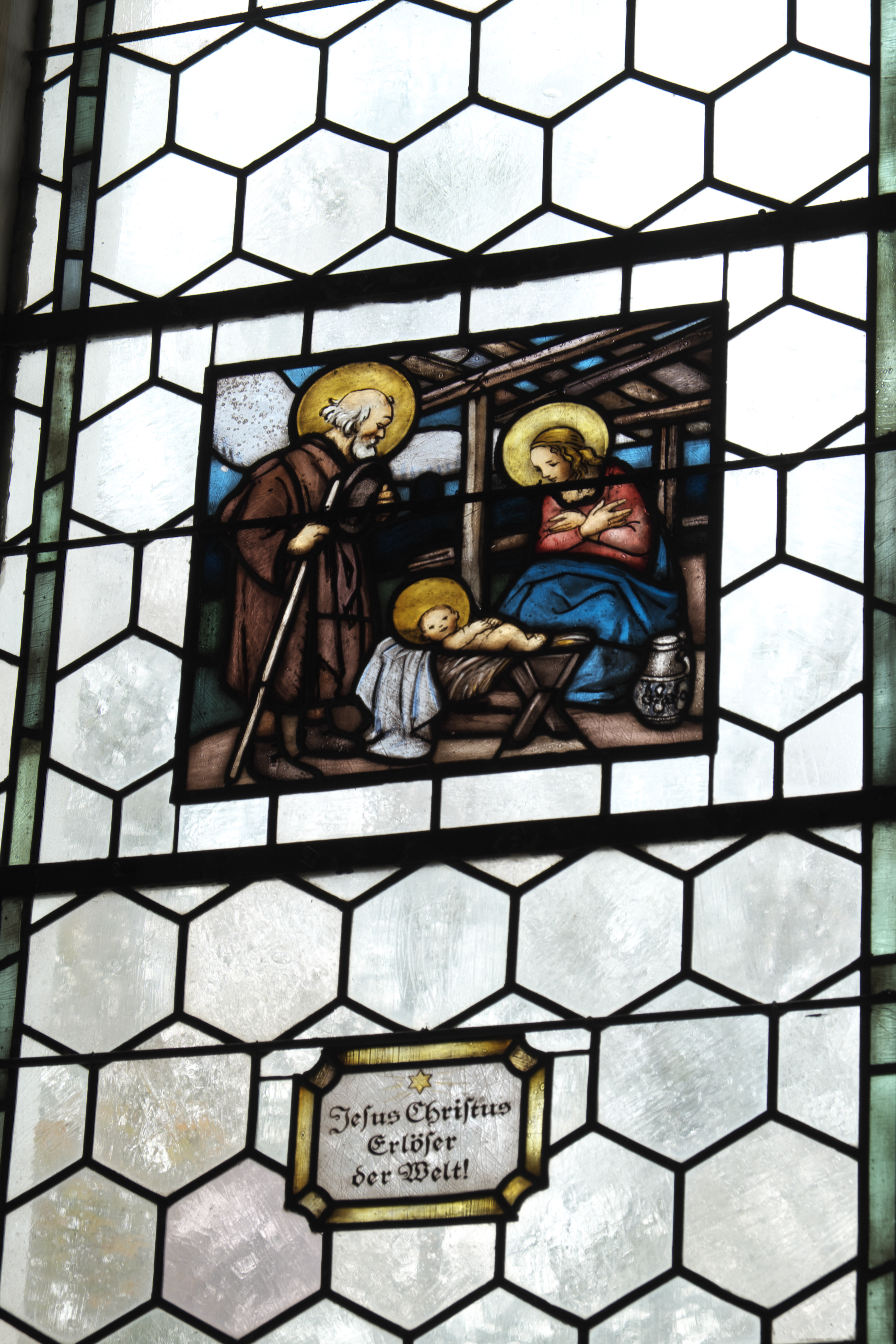
Geburt Jesu

In den Rundbogenfenstern des Chors sind kleinere Bleiglasscheiben eingesetzt, die vermutlich aus der Zeit um 1890/93 stammen. Sie stellen die vier lateinischen Kirchenväter dar, im Norden den heiligen Augustinus und den heiligen Ambrosius, im Süden Papst Gregor den Großen und den heiligen Hieronymus.
Auf zwei weiteren Scheiben sind die Verkündigung und die Geburt Jesu dargestellt, die der Werkstatt des in Dachau ansässigen Glasmalers Syrius Eberle (1887–1967) zugeschrieben werden. Aus seiner Werkstatt stammen vermutlich auch die Scheiben mit der Darstellung der Flucht nach Ägypten und einer Pietà im Langhaus.
Auf zwei Scheiben im Langhaus sind die Evangelistensymbole dargestellt, der Stier des Evangelisten Lukas und der Löwe des Evangelisten Markus, der Adler des Evangelisten Johannes und der Mensch des Evangelisten Matthäus.
Weitere Scheiben im Langhaus aus der Zeit um 1890 stellen einen Pelikan dar, der seine Jungen mit seinem Blut nährt, das Lamm Gottes auf dem Buch mit sieben Siegeln und der Siegesfahne. Die Darstellungen eines Huhns und eines Eis, das von einem Stern umrahmt ist, erinnern an die Gründungslegende des Klosters Taxa.

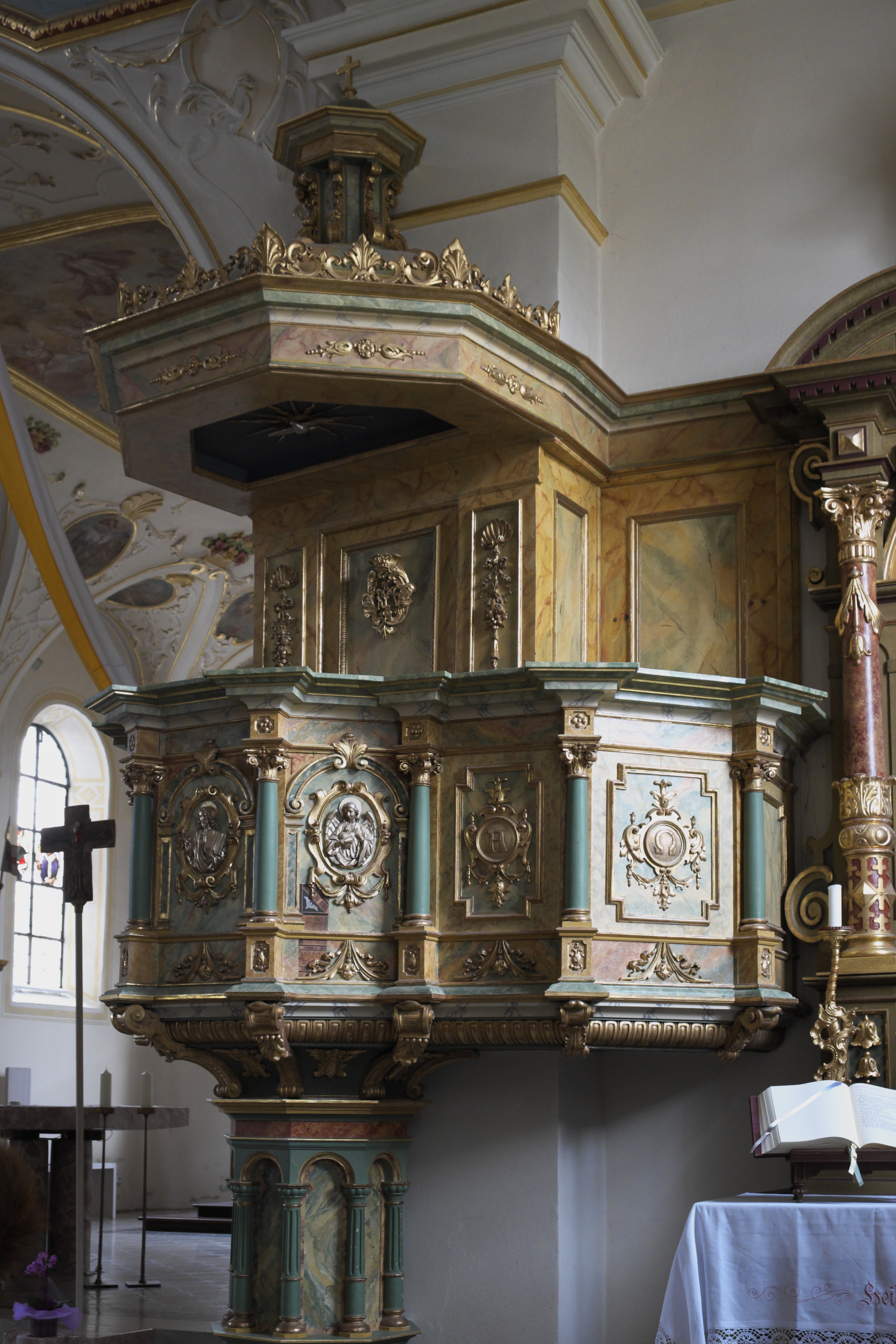
Doppelkanzel

## Ausstattung
- Aus dem Kloster Maria Stern in Taxa stammt das Gnadenbild in der Mitte des Hochaltars, eine thronende Muttergottes mit Jesuskind von 1618, mit farbiger Fassung aus dem 20. Jahrhundert. Die Schnitzfiguren des heiligen Joachim und der heiligen Anna werden um 1500 datiert.
- Die Doppelkanzel aus grün-gelb marmoriertem Holz gehörte vermutlich ebenfalls zum Inventar des 1803 aufgelösten Klosters Taxa. Um 1900 wurde sie mit ihrem heutigen vergoldeten Schnitzdekor versehen, unter dem Intarsien aus verschiedenen Hölzern und Zinn aus der zweiten Hälfte des 17. Jahrhunderts teilweise freigelegt wurden.
- Auch das Kanzelkreuz an der Nordseite des Langhauses wurde aus dem Kloster Taxa übernommen. Es ist mit der Jahreszahl 1767 bezeichnet, wird jedoch früher datiert. Am Fuße des Kruzifixes steht eine Mater Dolorosa, der ein Schwert die Brust durchbohrt.

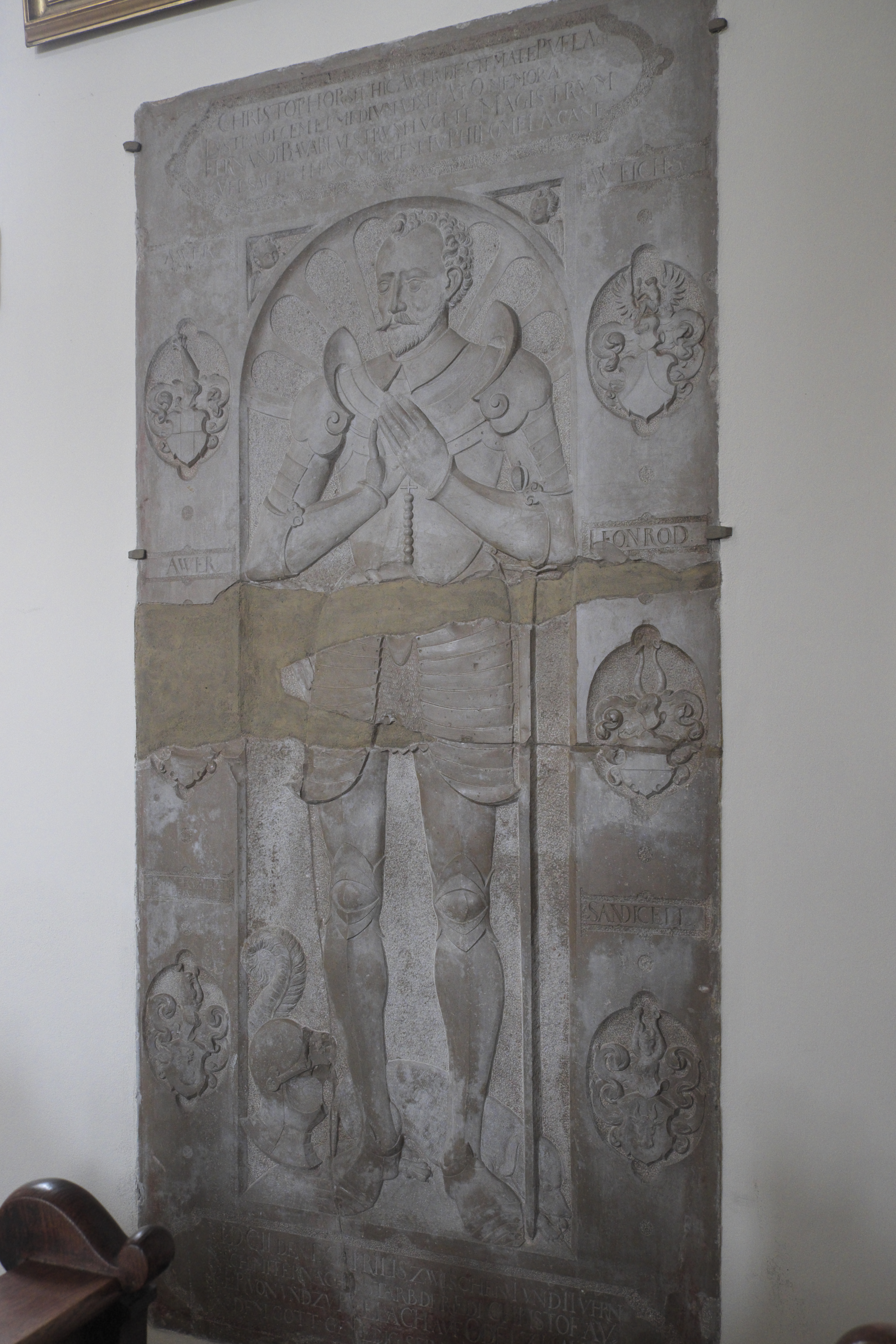
Grabplatte für Christoph Aver von und zu Puelach

## Epitaphien
- Grabplatte für Christoph Aver von und zu Puelach († 1602), dessen Urgroßvater die Hofmark Odelzhausen 1457 von Herzog Albrecht III. von Bayern erworben hatte[2][3].

Die Grabplatte aus Solnhofener Plattenkalk ist an der Südwand des Langhauses angebracht. Der darauf in Relief dargestellte Ritter hält einen Rosenkranz in der Hand, zu seinen Füßen liegt der Helm seiner Rüstung als Zeichen seines Todes. Am Rand sind sechs Wappen und oben ein lateinischer Vers eingemeißelt, unten ist die Signatur „C. Senft. f.“ zu lesen.
- Mehrere Epitaphien sind den Grafen von Minucci, weiteren ehemaligen Hofmarksherren, gewidmet.
- Unter der Empore erinnern ein Wappen aus Sandstein, das ein Löwe in seinen Pranken hält, und eine Solnhofener Kalkplatte mit Inschrift an den 1730 verstorbenen Hofmarksrichter Franz Alexander Faber.

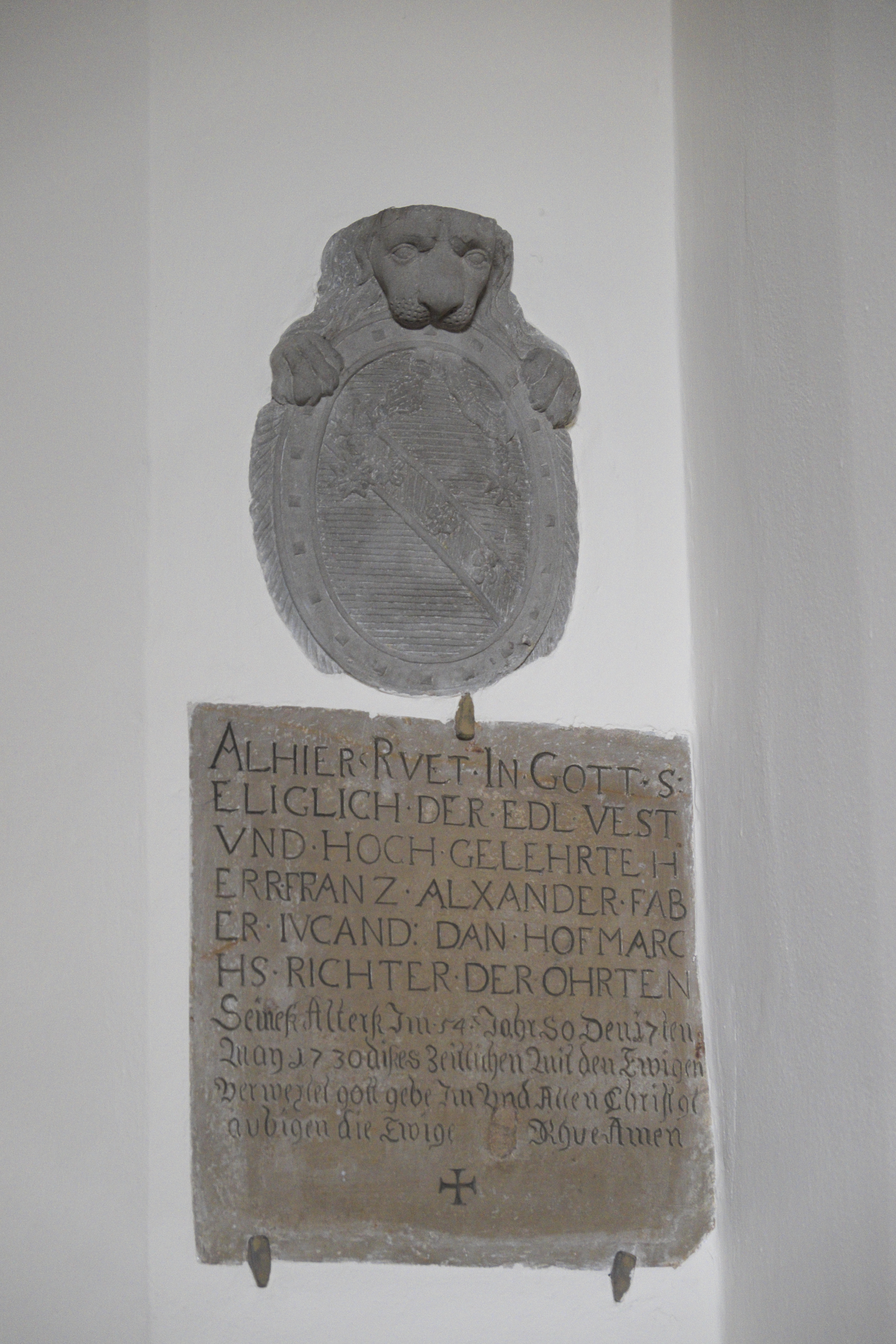
Epitaph für Franz Alexander Faber († 1730)
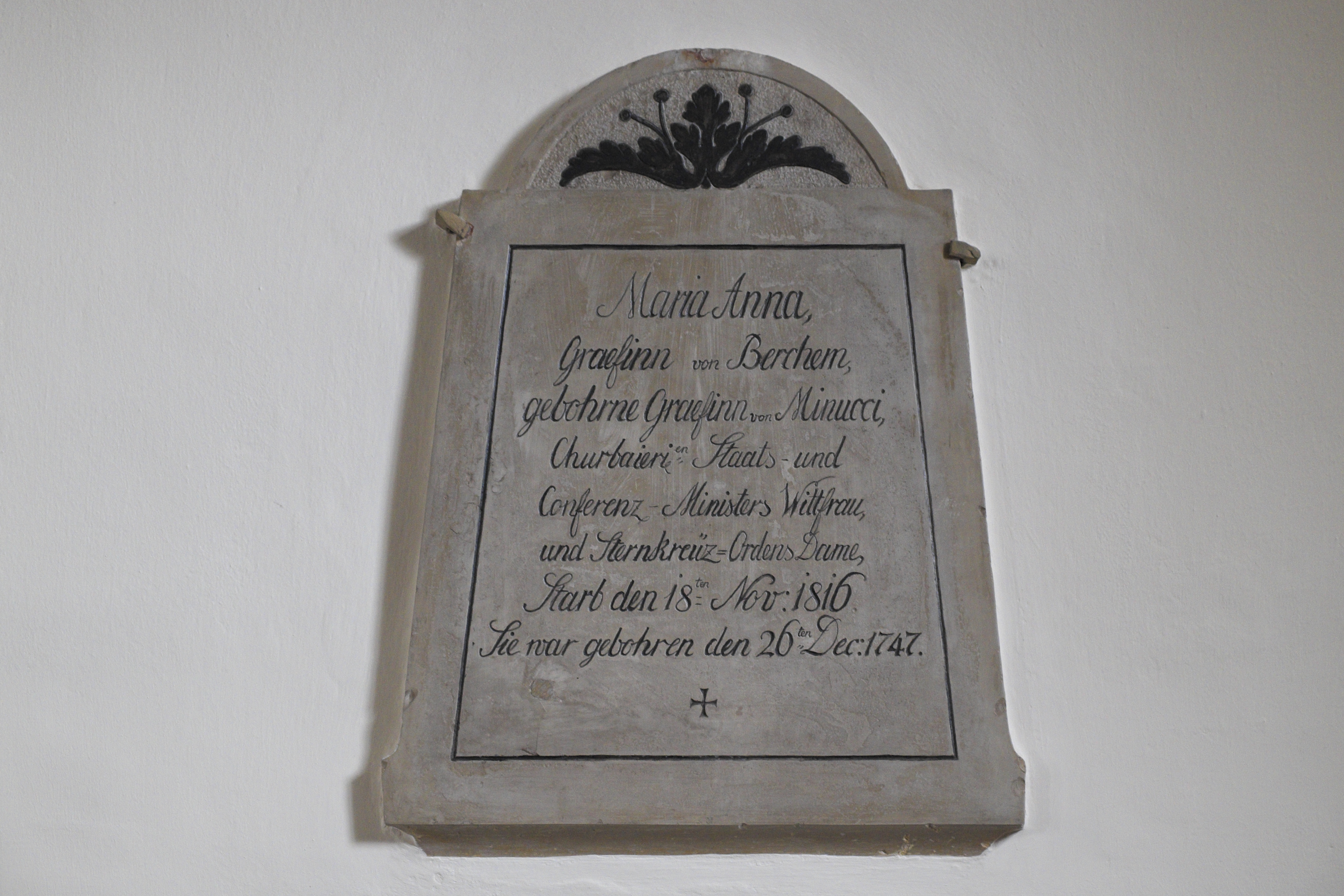
Epitaph für Maria Anna Gräfin von Berchem († 1816)
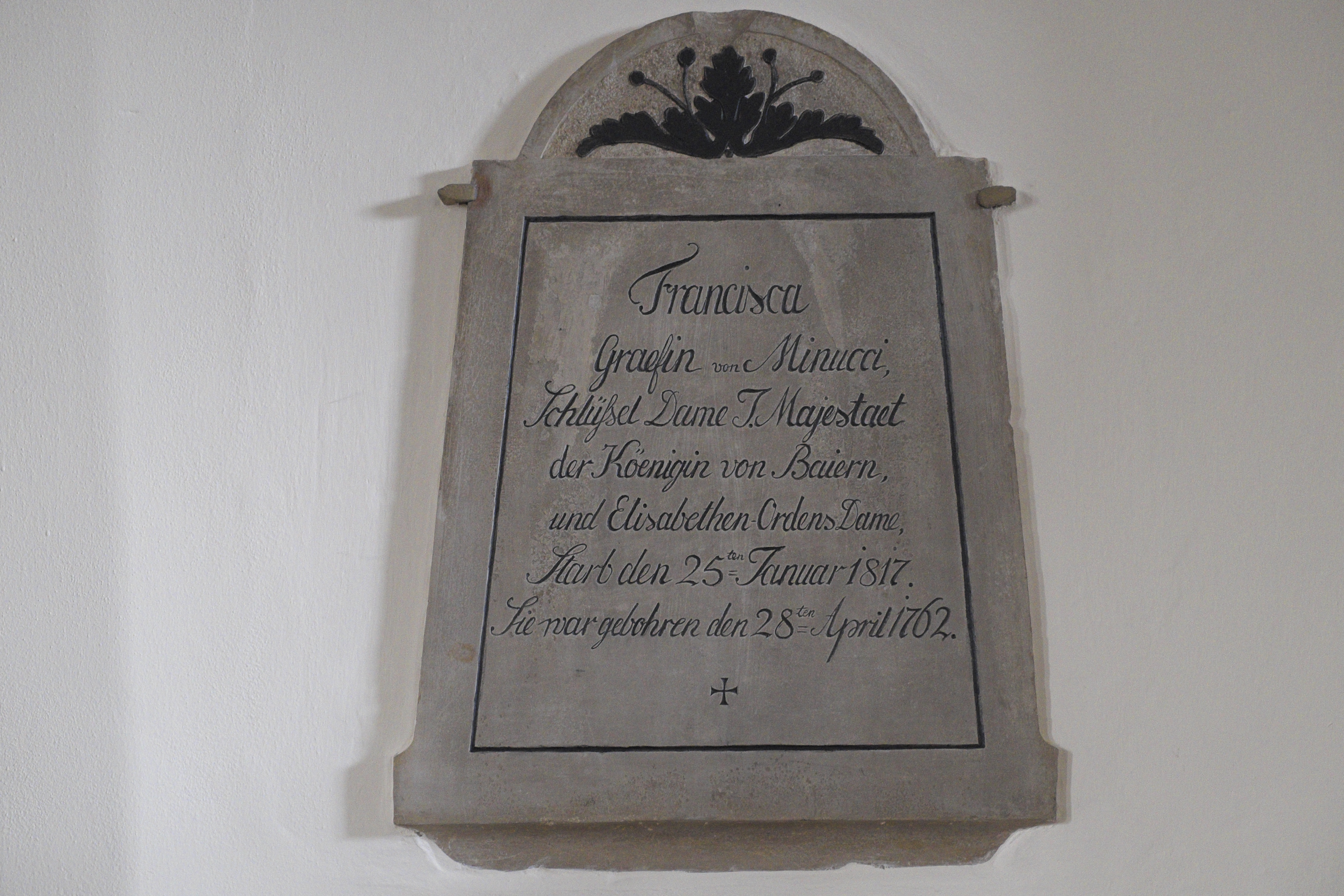
Epitaph für Francisca Gräfin von Minucci († 1817)